# 妥拉

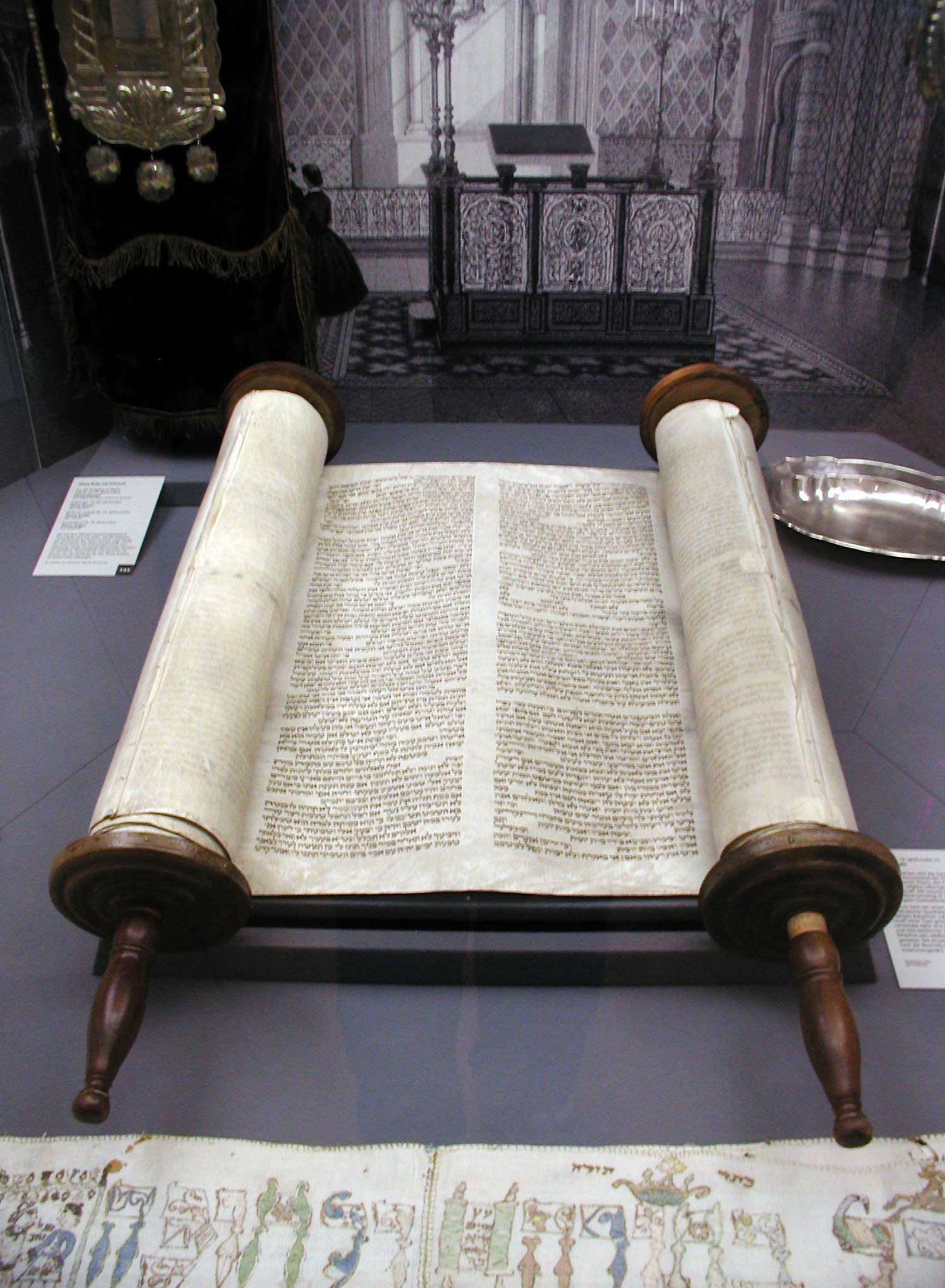
妥拉卷轴，
存于科隆旧格拉肯加斯犹太会堂

《妥拉》（字面意思為指引、教導），又譯為托辣、托拉，為猶太教的核心。它的意義廣泛，可以指塔納赫（Tanakh）24部經中的前五部，也就是一般常稱的《摩西五經》（Pentateuch）。它也可以被用來指由創世紀開始，一直到塔納赫結尾的所有內容。它也可以將拉比註釋書包括在內。妥拉的字面意思為指引，它指導猶太教徒的生活方式，因此，所有的猶太教律法與教導，通通都可以被涵蓋到妥拉中。
在犹太文学中，《妥拉》既包括“书面摩西五经”（希伯來語：תורה שבכתב），也包括“口头摩西五经”（希伯来语：תורהשבעלפה，罗马化：torah shebe'al peh，“口头律法”）。拉比们传统上认为，《妥拉》中所有的教义（包括书面和口头）都是由上帝通过先知摩西在西奈山和会幕传授的。口头妥拉包括了各个时期犹太教祭司对妥拉中内容的诠释和强调，而这些解释现在记载于塔木德和米德拉什中。
根据米德拉什的记载，书面的《妥拉》在创世之前就已存在，并被用作创造的蓝图。因此猶太人傳統上將妥拉視為神的話語，將之視為最神聖的文件，因而對於抄寫妥拉，有非常嚴格的規定：只要一個抄本有一處出現傳抄錯誤，包括多一字、少一字、拼寫稍有錯誤等，那這個抄本就是無效的；然而儘管如此，傳抄的錯誤依舊無法避免，而妥拉在實際上在不同時代、不同地方，也有一些差異，也就是說，妥拉有不同的版本存在。而大多数圣经学者认为，书面摩西五经是犹太人在巴比伦流亡时期（公元前6世纪）基于早期的书面文献和口头摩西五经完成，并在流亡后时期（约公元前5世纪）进行最终修订的。

## 妥拉和犹太教
传统的犹太文学和犹太著作普遍认为，上帝在西奈山和会幕把口头《妥拉》传授给了先知摩西，而摩西随后亲自把这些指示记录在《妥拉》中。正统犹太传统（orthodox Judaism tradition）肯定这一事件始于公元前1312年，并由摩西在随后之四十年内逐步记录在书面的《妥拉》中。非正统犹太学者则与现代圣经学者持一致意见，认为《妥拉》是在数个世纪中由不同作者完成的。
《塔木德》其中的一章(Gittin 60a)中记录了两种犹太教观点：其一认为，《妥拉》是摩西按照上帝的指示逐步完成，直到他去世时才写完的；另一种观点则认为，摩西在他将近去世时才把这些多年来的指示写成了书面的《妥拉》。塔木德(Menachot 30a)的另外一章提出摩西不可能记录下《妥拉》中最后八节关于他自己的去世和下葬的内容，因此认为这八节只可能由先知约书亚完成。犹太学者阿伯拉罕·伊本·埃兹拉认为这几节包含了只可能发生在摩西去世后的内容，并暗示说它们是先知约书亚在摩西去世多年以后才添加的。有一些其他的先知认为，尽管这八节不是由摩西本人记录，但摩西仍然是受上帝指示得知这八节内容，并由约书亚按摩西本人遗嘱写下。这一解释也符合了《妥拉》常常牵扯到未发生之事件的背景。
正统犹太教义均肯定《妥拉》由摩西著成。现代改良派，自由派犹太教运动和大多数保守犹太教派均不认为《妥拉》由摩西著成。

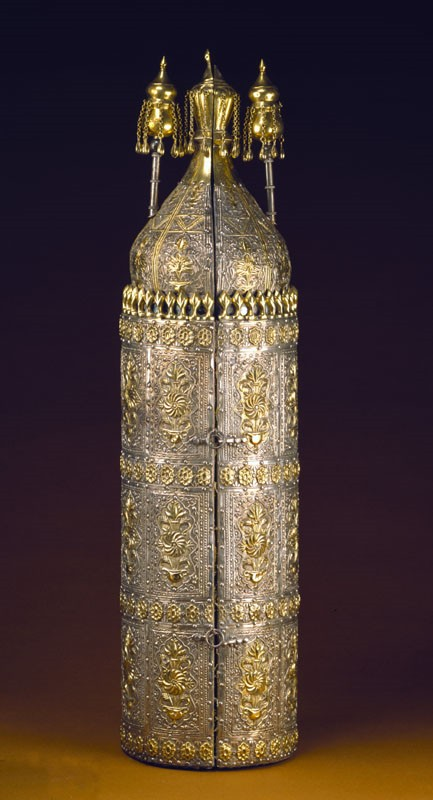
奥斯曼帝国时期银妥拉匣子，
存于巴黎犹太艺术与历史博物馆。